# Eddie i krążowniki
Eddie i krążowniki (tytuł oryg. Eddie and the Cruisers) – amerykański film fabularny (dramat muzyczny) z roku 1983, oparty na noweli P. F. Kluge'a. W roli głównej wystąpił Michael Paré.

## Obsada
- Tom Berenger – Frank Ridgeway
- Michael Paré – Eddie Wilson
- Joe Pantoliano – Doc Robbins
- Matthew Laurance – Sal Amato
- Helen Schneider – Joann Carlino
- David Wilson – Kenny Hopkins
- Michael "Tunes" Antunes – Wendell Newton
- Ellen Barkin – Maggie Foley
- Kenny Vance – Lew Elson
- John Stockwell – Keith Livingston
- Joe Cates – Lois
- Barry Sand – Barry Siegel
- Vebe Borge – Gerry Rivers
- Howard Johnson – zastępca Wendella
- Joey Balin – zastępca Eddiego